# Dušan Šestić
Dušan Šestić (Servisch Cyrillisch: Душан Шестић; (Banja Luka (stad), Bosnië en Herzegovina, (toen Joegoslavië) 1946) is een Bosnische componist. Hij componeerde het volkslied van Bosnië en Herzegovina, Intermeco, dat in juni 1999 werd goedgekeurd..
Zijn dochter, Marija Šestić, vertegenwoordigde Bosnië en Herzegovina op Eurovisie Songfestival 2007.

## Referentie
- Dit artikel of een eerdere versie ervan is een (gedeeltelijke) vertaling van het artikel Dušan Šestić op de Engelstalige Wikipedia, dat onder de licentie Creative Commons Naamsvermelding/Gelijk delen valt. Zie de bewerkingsgeschiedenis aldaar.

1. ↑  (en) Bosnia and Hercegovina - nationalanthems.info